# Bo Lindeberg
Bo Erik Lindeberg, född 26 april 1897 i Adolf Fredriks församling, Stockholms stad, död 18 juli 1983 i Vaxholms församling, Stockholms län, var en svensk militär.

## Biografi
Lindeberg avlade studentexamen vid Högre allmänna läroverket å Södermalm i Stockholm 1915. Han avlade marinofficersexamen vid Kungliga Sjökrigsskolan 1919 och utnämndes samma år till fänrik i kustartilleriet, varefter han befordrades till löjtnant 1921. Han tjänstgjorde vid Svea artilleriregemente 1923–1924, studerade vid Kungliga Sjökrigshögskolan 1926–1927 och var kadettofficer vid Sjökrigsskolan 1930–1933. År 1934 befordrades han till kapten, varefter han var chef för 5. kompaniet vid Vaxholms kustartilleriregemente 1935–1938 och chef för 5. kompaniet vid Karlskrona kustartilleriregemente 1938–1939. År 1944 befordrades han till överstelöjtnant, varefter han var bataljonschef vid Karlskrona kustartilleriregemente. Han befordrades 1947 till överste, varefter han var chef för Gotlands kustartillerikår 1947–1951 och chef för Vaxholms kustartilleriregemente 1951–1957.

## Utmärkelser
- Kommendör av första klass av Svärdsorden, 18 november 1954.[4]